# Глубоковский (Волгоградская область)
Глубоковский — хутор в Серафимовичском районе Волгоградской области.
Входит в состав Клетско-Почтовского сельского поселения.

## География
На хуторе имеется одна улица: Луговая.

## Население
| 2010 |
| ---- |
| 2    |